# Mir Sultan Khan
Pour les articles homonymes, voir Khan (homonymie).
 (juillet 2022).
Si vous disposez d'ouvrages ou d'articles de référence ou si vous connaissez des sites web de qualité traitant du thème abordé ici, merci de compléter l'article en donnant les références utiles à sa vérifiabilité et en les liant à la section « Notes et références ».
Mir Malik Sultan Khan  né en 1903 ou 1905 (selon les sources divergeantes) à Mithka Thavana, Pendjab, actuel Pakistan - 25 avril 1966 à Sargodha, Pakistan) est un joueur d'échecs britannique puis pakistanais.
En dépit de son ignorance de la littérature échiquéenne, il s'imposa durant sa courte carrière internationale comme l'un des meilleurs joueurs du monde. Il parvint ainsi à vaincre les grands maîtres de son temps, tels que Rubinstein, Flohr, Tartakover ou Capablanca, qui le décrit comme un "génie".

## Biographie
Il est né en 1903 d'une famille de pirs et de propriétaires terriens. C'est son père qui lui apprend à jouer aux échecs. Il devient rapidement le meilleur joueur de la région et est remarqué par Sir Umar Tiwana, un riche seigneur du Pendjab, qui sera désormais son mécène. Celui-ci le fait participer au championnat d'Inde de 1928. Sultan Khan gagne l'épreuve avec deux points d'avance.
En 1929, Sir Umar Tiwana et Sultan Khan vont à Londres, où il participe au championnat de Grande-Bretagne qu'il va gagner trois fois en 1929, en 1932 et en 1933. Il ne connaît rien de la théorie et obtient ses résultats par la seule pratique. Pendant les quatre années de sa courte carrière, il affronte les meilleurs joueurs du monde : Alekhine, Capablanca, Rubinstein, Euwe et Tartakover.
En 1930, il participa aux tournois de Scarborough, de Liège et aux Olympiades de Hambourg.
À Hastings en 1930, après avoir battu Capablanca, il refuse la nulle proposée par Euwe dans une position égale qui aurait pu lui faire gagner le tournoi. Il a perdu la partie. Il a défendu le 1er échiquier de l'Angleterre aux Olympiades d'échecs de 1930, de 1931 et de 1933.
En 1934, il retourne en Inde avec son mécène et cesse toute pratique professionnelle des échecs. Cette interruption s'explique en partie du fait que participer aux tournois coûtait à l'époque beaucoup d'argent. De plus, le climat anglais lui déplaisait et le laissait continuellement souffrant, aussi fut-il très heureux de rentrer dans sa région natale. Il eut même la sensation d'être "libéré de prison". Il passa le reste de sa vie à cultiver ses terres, près de Sargodha. Il eut cinq garçons et six filles. Il meurt en 1966 de tuberculose.
La connaissance des ouvertures lui faisait défaut, mais dès le milieu de partie, sa maîtrise lui donnait l'avantage. Il avait une compréhension étonnante des finales. Il était connu pour garder une mine imperturbable durant les parties, malgré son style hardi que l'on nommait volontiers "la colère de Khan".
Le 4 février 2024 la fédération internationale des échecs lui attribue le titre de grand maître honoraire.